# Teorema de transporte de Reynolds
O teorema de transporte de Reynolds é o teorema fundamental utilizado na formulação das leis básicas da dinâmica dos fluidos, que são a equação da conservação de massa (ou equação da continuidade), as equações de conservação de quantidade de movimento e a equação de conservação de energia. Na física e na engenharia, essas leis são conhecidas, respectivamente, como: lei da conservação da massa, segunda lei de Newton e leis da Termodinâmica.
O teorema de transporte de Reynolds se refere à taxa de variação de uma propriedade extensiva, N, de um fluido em um volume de controle, que é expressa em termos da derivada material. Seu propósito é fornecer uma ligação entre os conceitos relacionados com os volumes de controles àqueles relacionados com sistemas.

## Forma geral
{\displaystyle {\frac {DN_{sis}}{Dt}}=\int _{vc}^{}{\frac {\partial }{\partial t}}(\rho \eta )dV+\int _{sc}^{}\rho \eta {\vec {\upsilon }}_{s}\cdot {\widehat {n}}dA+\int _{sc}^{}\rho \eta {\vec {\upsilon }}_{f}\cdot {\widehat {n}}dA}
onde η é uma propriedade intensiva relacionada com a propriedade extensiva N (N por unidade de massa) por {\displaystyle N=m*\eta }, t é o tempo, vc se refere ao volume de controle, sc se refere a superfície de controle, ρ é a massa específica do fluido, V é o  volume, {\displaystyle \upsilon _{s}} é a velocidade da superfície de controle, {\displaystyle \upsilon _{f}} é a velocidade do fluido em relação a superfície de controle, n é o vetor normal ao elemento de área, e A é a área.

## Conservação da massa
Um sistema é definido como uma quantidade fixa de material. Assim, o princípio de conservação da massa para um sistema pode ser estabelecido por:
{\displaystyle {\frac {DM_{sis}}{Dt}}=0}
A massa do sistema pode ser representada por:
{\displaystyle M_{sis}=\int _{sis}\rho d\upsilon }
Onde N foi substituído pela massa. No caso η é igual a 1.
{\displaystyle 0=\;\int _{c.v.}^{}{\frac {\partial \rho }{\partial t}}dV+\int _{c.s.}^{}\rho {\vec {v}}_{b}\cdot {\widehat {n}}\;dA+\int _{c.s.}^{}\rho {\vec {v}}_{r}\cdot {\widehat {n}}\;dA}
Todas as variáveis são definidas em sua formulação geral. M é igual a massa total do volume de controle. Aplicando o princípio de conservação da massa, o lado esquerdo da equação geral se reduz a 0, uma vez que a massa do sistema não varia no tempo. Em sistemas operando em regime permanente, o primeiro termo do lado direito da equação se reduz a zero, i.e. a massa do volume de controle não muda, o que implica que a massa que entra no volume de controle à igual a massa que sai.

## Equação do movimento
A equação do movimento é obtida substituindo N pela quantidade de movimento. Para tanto, η é definido como sendo a velocidade.
De acordo com a segunda lei de Newton, relembramos que a força é a variação temporal da quantidade de movimento. Então:
{\displaystyle \sum _{}{\vec {F}}=\int _{c.v.}^{}{\frac {\partial }{\partial t}}(\rho {\vec {\upsilon }})dV+\int _{c.s.}^{}\rho {\vec {\upsilon }}({\vec {\upsilon }}_{b}\cdot {\widehat {n}})dA+\int _{c.s.}^{}\rho {\vec {\upsilon }}({\vec {\upsilon }}_{r}\cdot {\widehat {n}})dA,}
onde F é a força, {\displaystyle \upsilon } é a velocidade do fluido no sistema de coordenadas em que está a superfície de controle e todas as outras variáveis já foram definidas na formulação geral. Note que trata-se de uma equação vetorial.

## Equação da energia
A equação da energia pode ser obtida substituindo N pela energia.  Pra isso, η é definido como sendo a energia por unidade de massa.
{\displaystyle {\dot {Q}}-\sum {}{\dot {W}}=\int _{c.v.}^{}{\frac {\partial }{\partial t}}\left[\rho \left({\frac {\upsilon ^{2}}{2}}+gz+{\tilde {u}}\right)\right]dV+\int _{c.s.}^{}\left[{\frac {\upsilon ^{2}}{2}}+gz+{\tilde {u}}+{\frac {p}{\rho }}\ \right]\rho {\vec {\upsilon }}_{b}\cdot {\widehat {n}}dA+\int _{c.s.}^{}\left[{\frac {\upsilon ^{2}}{2}}+gz+{\tilde {u}}+{\frac {p}{\rho }}\ \right]\rho {\vec {\upsilon }}_{r}\cdot {\widehat {n}}dA}
onde Q é o calor adicionado ao volume de controle, W é o trabalho mecânico realizado pelo sistema, g é a aceleração devido à gravidade, z é uma distancia vertical arbitrária, {\displaystyle {\tilde {u}}} é a energia interna específica do fluido, p é a pressão. Todas as outras variáveis já foram definidas na formulação geral.
Note que a equação não faz nenhuma consideração a reações químicas ou energia potencial associada a campos eletromagnéticos.

## Volume de controle fixo
Para o caso particular de um volume de controle fixo, {\displaystyle \upsilon _{s}=0} temos que:
{\displaystyle {\frac {DN_{sis}}{Dt}}=\int _{vc}^{}{\frac {\partial }{\partial t}}(\rho \eta )dV+\int _{sc}^{}\rho \eta {\vec {\upsilon }}_{f}\cdot {\widehat {n}}dA}

## Escoamento em regime permanente
No caso de regime permanente e volume fixo temos:
{\displaystyle {\frac {\partial }{\partial t}}\int _{vc}(\rho \eta )dV=0}
Então
{\displaystyle {\frac {DN_{sis}}{Dt}}=\int _{sc}(\rho \eta ){\vec {\upsilon }}_{f}\cdot {\widehat {n}}dA}
Para que exista variação da quantidade de {\displaystyle N_{sis}} associada ao sistema  é necessário existir uma diferença entre a taxa com que {\displaystyle N} é transportada para dentro do volume de controle e a taxa com que {\displaystyle N} é transportada para fora do volume de controle.
O lado direito da equação representa a vazão líquida da propriedade no volume de controle. Se N representa a massa, {\displaystyle \eta =1}, então
{\displaystyle \int _{sc}(\rho ){\vec {\upsilon }}_{f}\cdot {\widehat {n}}dA=\sum {\dot {m_{e}}}-\sum {\dot {m_{s}}}}
onde {\displaystyle {\dot {m}}} é a vazão em massa (kg/s). Note que existe uma taxa de transferência de massa para fora do volume de controle se a integral do lado esquerdo for positiva. Se, no entanto, o valor da integral for negativo a taxa de transferência de massa ocorre para dentro do volume de controle.
Finalmente escrevemos:
{\displaystyle {\frac {DM_{vc}}{Dt}}=\sum {\dot {m_{e}}}-\sum {\dot {m_{s}}}}